# Elvir Liedman
Elvir Alban Ingemar Liedman, född den 25 september 1908 i Malmö, död den 17 juli 1980 i Staffanstorp, Malmöhus län, var en svensk präst. Han var far till Sven-Eric Liedman.
Liedman avlade studentexamen i Lund 1927, filosofie kandidatexamen där 1930, teologie kandidatexamen 1932 och teologie licentiatexamen 1956. Han promoverades till teologie doktor vid Lunds universitet 1960. Efter prästvigningen 1932 blev Liedman vice pastor i Brågarp samma år, komminister i Jämjö 1935 och kyrkoherde i Degeberga och Vittskövle 1942. Pastoratet utökades med Maglehem, Hörröd och Huaröd 1962. Han blev kontraktsprost i Gärds och Albo kontrakt 1968. Liedman var minnestecknare vid prästmötena i Lund 1969 och 1975. Han blev ledamot av Nordstjärneorden 1964. Liedman vilar på Degeberga kyrkogård. Han skildras i sonens bok I november.